# Glischrocaryon aureum
Glischrocaryon aureum là một loài thực vật có hoa trong họ Haloragaceae. Loài này được (Lindl.) Orchard miêu tả khoa học đầu tiên năm 1970.